# Euphorbia tehuacana
Euphorbia tehuacana är en törelväxtart som först beskrevs av Townshend Stith Brandegee, och fick sitt nu gällande namn av Victor W. Steinmann. Euphorbia tehuacana ingår i släktet törlar, och familjen törelväxter. Inga underarter finns listade i Catalogue of Life.